# Luiz Battistotti
Luiz Battistotti (Brusque, 15 de agosto de 1914) é um empresário e político brasileiro.
Filho de Francisco Batistotti e Maria Daros Batistotti.
Foi deputado à Câmara dos Deputados por Santa Catarina na 42ª legislatura (1963 — 1967), pela União Democrática Nacional (UDN), tendo assumido o cargo como suplente, de 18 de setembro a 9 de dezembro de 1963.